# Abbott (Texas)
Abbott es una ciudad ubicada en el condado de Hill en el estado estadounidense de Texas. En el Censo de 2010 tenía una población de 356 habitantes y una densidad poblacional de 225,33 personas por km².

## Historia
Fue fundada en el año 1871 como una estación de la línea de ferrocarril Misuri-Kansas-Texas y debe su nombre al político Joseph Abbott (1840-1908) que era en aquel momento el representante de Texas. En el año 1914 alcanzó el máximo histórico de población, 714 habitantes, desde entonces el número de habitantes ha disminuido considerablemente.

## Geografía
Abbott se encuentra ubicada en las coordenadas 31°53′7″N 97°4′27″O / 31.88528, -97.07417. Según la Oficina del Censo de los Estados Unidos, Abbott tiene una superficie total de 1.58 km², de la cual 1.58 km² corresponden a tierra firme y (0.16%) 0 km² es agua.

## Demografía
Según el censo de 2010, había 356 personas residiendo en Abbott. La densidad de población era de 225,33 hab./km². De los 356 habitantes, Abbott estaba compuesto por el 96.07% blancos, el 1.97% eran afroamericanos, el 1.12% eran amerindios, el 0.28% eran asiáticos, el 0% eran isleños del Pacífico, el 0.28% eran de otras razas y el 0.28% pertenecían a dos o más razas. Del total de la población el 6.46% eran hispanos o latinos de cualquier raza.